# Zbójnicki Przechód
Zbójnicki Przechód – dwie przełęcze w północno-zachodnich stokach Gubalca w polskich Tatrach Zachodnich:
- Wyżni Zbójnicki Przechód – szerokie i zalesione siodło (wiatrołomy obsadzone modrzewiem) w północno-zachodniej grzędzie Gubalca opadającej do Doliny Kościeliskiej. Znajduje się pomiędzy wierzchołkiem Gubalca (1550 m) a Zbójnicką Turnią, która wznosi się około 15 m powyżej siodła przełęczy.
- Niżni Zbójnicki Przechód. Znajduje się w tej samej grzędzie, pomiędzy Zbójnicką Turnią a mniejszą i niżej położoną Zbójnicką Igłą. Zbójnicka Turnia wznosi się nad Niżnim Zbójnickim Przechodem uskokiem o wysokości około 40 m[1].

Z lesistego grzbietu powyżej Wyżniego Zbójnickiego Przechodu opada do Wąwozu Kraków (na Plac pod Ratuszem) zalesiony żleb.
Nazwy Zbójnicki Przechód, Zbójnicka Turnia i Zbójnicka Igła pochodzą od tego, że według górali w licznych jaskiniach znajdujących się w tych okolicach dawniej mieszkali zbójnicy i znajdują się tam zgromadzone przez nich skarby.